# U-motor

De U-motor is een type verbrandingsmotor met als kenmerk dat de cilinders in een U-vorm ten opzichte van elkaar en van de twee krukassen staan, vergelijkbaar met de V-vorm van de cilinders en de (enige) krukas in een V-motor. Dit type motor ontstaat als twee lijnmotoren samengevoegd en onderling verbonden worden.

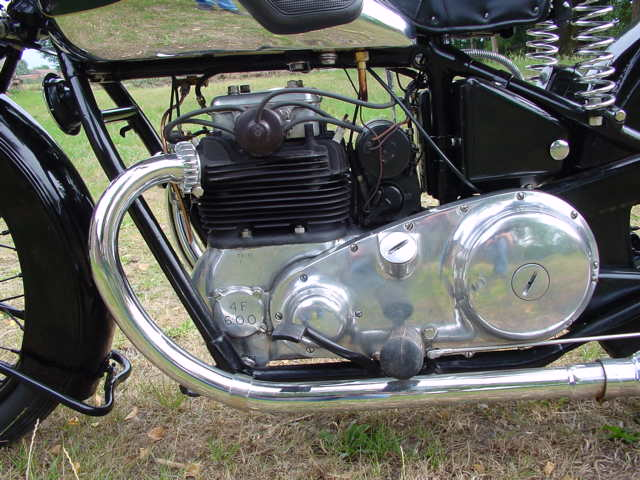
Ariel Square Four uit 1932

Dit type motor is uiterst zeldzaam omdat een V-motor van een gelijke cilinderinhoud over het algemeen lichter zal zijn, doordat de V-motor maar één krukas, carter, et cetera heeft. Voor fabrikanten is de voornaamste reden toch een U-motor te ontwikkelen het feit dat deze in veel onderdelen gelijk zal zijn aan een al bestaande lijnmotor. Zowel in de productie als in het op voorraad houden van onderdelen maakt dit verschil.
Een voorbeeld van dit type motor is de zestiencilindermotor gemaakt door Bugatti voor hun Type 45 (1929-1930). Bugatti zelf heeft er hiervan slechts twee gemaakt, maar in licentie zijn er 40 gebouwd door de Amerikaanse firma Duesenberg en een onbekend aantal door de Franse firma Breguet. Beide licentiehouders wilden de motoren gebruiken voor vliegtuigen.
Het Franse automerk Matra heeft in 1974 nog een prototype gebouwd van hun Bagheera sportwagen voorzien van een 2,6 liter-U8-motor. Deze motor was opgebouwd uit twee vier-in-lijnmotoren van de Simca Rallye 2, onderling verbonden met kettingen. Door de oliecrisis is deze Bagheera echter nooit in productie gegaan.
De bekende, maar niet meer bestaande, motorfietsfabrikant Ariel bouwde de Ariel Square Four, met vier cilinders op twee krukassen.